# Edward Redhead
Edward Charles Redhead, (8 avril 1902-15 avril 1967) est un fonctionnaire britannique et un homme politique qui succède à Clement Attlee comme député de Walthamstow Ouest.

## Fonctionnaire d'Etat
Redhead est né à Walthamstow et va à l'école primaire supérieure de Walthamstow et reçoit une éducation privée. Il quitte l'école à 15 ans pour devenir garçon commis à la poste. Deux ans plus tard, il est muté aux douanes et accises et gravit les échelons de façon constante pour terminer cadre supérieur. Actif dans son syndicat, Redhead quitte la fonction publique pour devenir secrétaire général de la Société des fonctionnaires en 1948. Une école sur Higham Hill Road est nommée plus tard, Edward Redhead Junior School.

## Activité politique
Il est élu conseiller du Parti travailliste au Walthamstow Borough Council en 1929. En 1945, il est conseiller municipal, et est maire de la ville en 1949-1950 et à nouveau en 1961-1962. Aux élections générales de 1951, Redhead se présente à Gillingham.
Lorsque Clement Attlee est fait comte, Redhead est le candidat travailliste pour lui succéder. Il conserve le siège lors d'une élection partielle de 1956. De 1959 à 1964, Redhead est whip de l'opposition et, lorsque les travaillistes arrivent au gouvernement, il est ministre d'État à la Chambre de commerce. En octobre 1965, il est transféré au ministère de l'Éducation et des Sciences, prenant sa retraite en raison de problèmes de santé en janvier 1967. Il meurt en avril suivant. L'élection partielle qui suit survient à un moment délicat pour le gouvernement travailliste, et le candidat conservateur Frederick Silvester remporte le siège.